# Cultura lusaziana

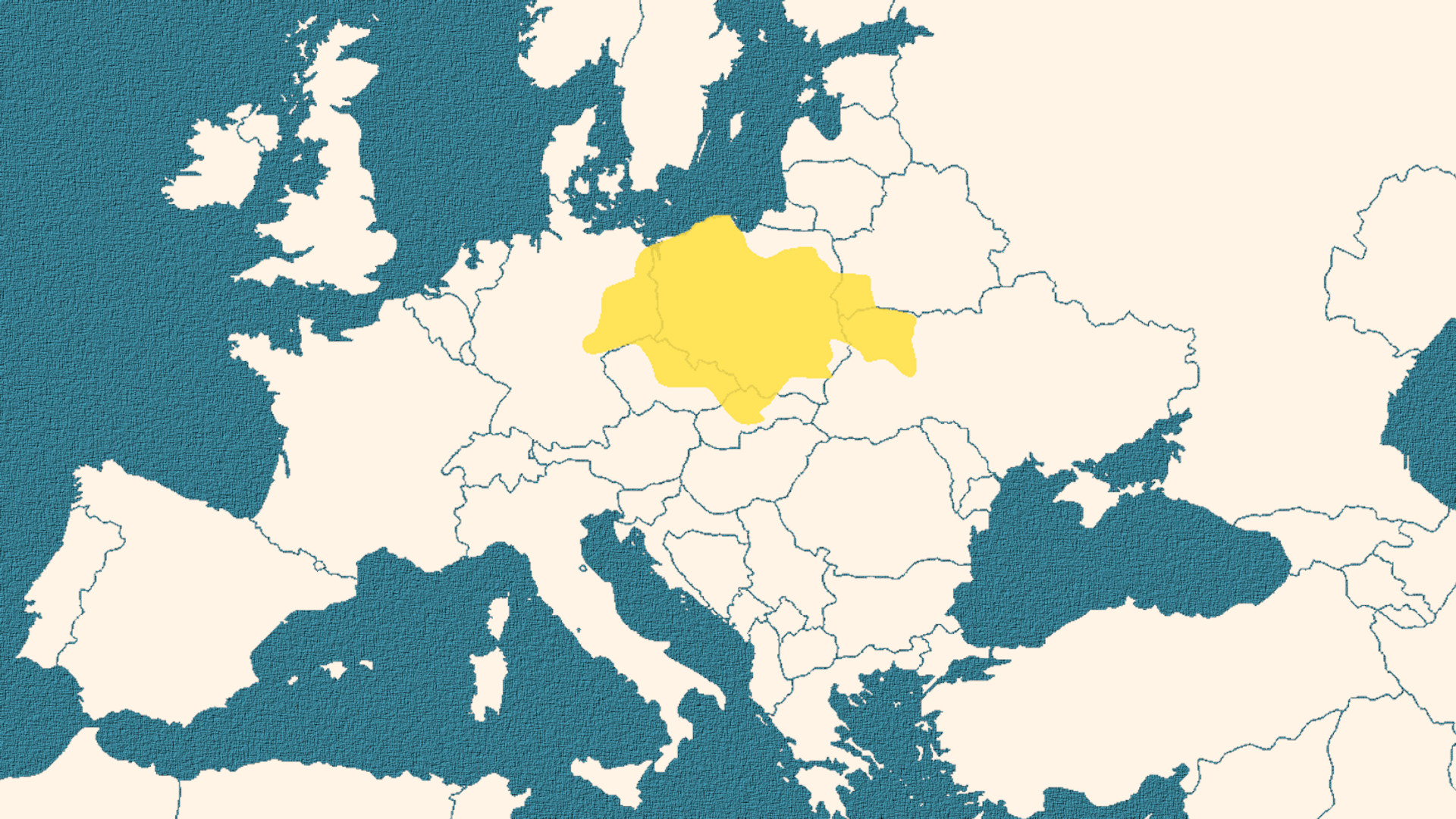
Estensione della Cultura lusaziana (1300–500 a.C.) comparata alla cartina politica moderna.

Cultura lusaziana (1300–500 a.C.) è una cultura della tarda Età del bronzo, localizzata nelle aree geografiche della Germania orientale (Sassonia e Brandeburgo) e Polonia, e caratterizzata da sepolture con cremazione. Derivava dalla fusione fra la precedente cultura di Trzciniec con la cultura dei tumuli. Confinava ad ovest con la cultura dei campi di urne e a nord con la cultura del bronzo nordico.

## Caratteristiche
La cultura lusaziana si è sviluppata, come la cultura di Trzciniec che l'ha preceduta, recependo le influenze della media età del bronzo e della cultura dei tumuli (Hügelgräberkultur), integrando le comunità locali nella rete socio-politica dell'Europa dell'età del ferro1. Era contemporanea alla cultura dei campi di urne, che si estendeva dalla Francia orientale, alla Germania meridionale e all'Austria fino all'Ungheria, nonché all'Età del Bronzo danese presente nella Germania nord-occidentale e in Scandinavia. A ovest segue la prima età del ferro, con la cultura di Billendorf. In Polonia, la cultura lusaziana copre parte dell'Età del Ferro (con una differenza terminologica) ed è seguita dalla cultura VIIbc di Montelius alla foce della Vistola e dalla cultura Pomerania nella parte meridionale.
La cultura lusaziana è strettamente legata all'età del bronzo danese e l'influenza scandinava sulla Pomerania e sulla Polonia settentrionale in questo periodo è tale che questa regione viene talvolta integrata nella cultura danese dell'età del bronzo. Le influenze delle cultura di Hallstatt e La Tène sono particolarmente evidenti negli ornamenti (fibule, spille) e nelle armi.
I morti venivano solitamente cremati, più raramente sepolti. L'urna era spesso accompagnata da fino a 40 vasi secondari. Le offerte in metallo sono rare, ma ci sono molti depositi (ad esempio a Kopaniewo in Pomerania) che contengono elementi metallici, sia in bronzo che in oro (deposito a Eberswalde, Brandeburgo). Tombe contenenti stampi, come a Bataune in Sassonia, o beccucci, attestano la produzione di utensili e armi in bronzo nei villaggi. La tomba "reale" di Seddin  (Brandeburgo), coperta da un grande tumulo di terra, conteneva oggetti importati dal Mediterraneo, come vasi di bronzo e perline di vetro. I cimiteri possono essere molto grandi e contenere migliaia di tombe.
I siti più noti sono Biskupin in Polonia e Buch vicino a Berlino. Esistono sia villaggi aperti che siti fortificati (Burg nelle lingue germaniche, Grad nelle lingue slave) su colline o in zone paludose. I bastioni sono costituiti da pali riempiti di terra o pietre.
L'economia si basava principalmente sull'agricoltura, come testimoniano le numerose fosse utilizzate per conservare il cibo. Il grano, l'amido e l'orzo erano le colture principali, insieme a miglio, segale e avena, piselli, fave, lenticchie e sesamo tedesco (Camelina sativa). Veniva coltivato il lino e sono stati ritrovati resti di mele, pere e prugne domestiche. I bovini e i maiali erano i principali animali domestici, seguiti da pecore, capre, cavalli e cani. Le raffigurazioni sulle urne dell'Età del Ferro provenienti dalla Slesia attestano la pratica dell'equitazione, ma i cavalli venivano utilizzati anche per tirare i carri. Sebbene fosse praticata anche la caccia, viste le ossa di cervo, capriolo, cinghiale, bisonte, alce, lepre, volpe e lupo ritrovate, non sembra aver fornito molto cibo. Le numerose ossa di rana trovate a Biskupin suggeriscono che questi batraci venivano mangiati.

## Interpretazione etnica
Non si sa nulla della lingua parlata dai portatori della cultura lusaziana a causa della mancanza di testimonianze scritte. All'inizio del XX secolo, ricercatori tedeschi come Gustaf Kossinna sostenevano una "etnia" carpo-dacica e più tardi, seguendo Alfred Götze, illirica settentrionale, mentre il ceco Pič e soprattutto il ricercatore polacco Jozef Kostrzewski li vedevano come slavi. A favore di un'identità linguistica o di un'etnia (pre)germanica dei portatori della cultura lusaziana c'è il fatto che l'area di distribuzione di questa cultura fu colonizzata dalle tribù germaniche (orientali) della cultura di Przeworsk intorno al volgere del millennio e non ci sono prove di grandi movimenti migratori in quest'area nella seconda metà del I millennio a.C..

## Siti principali

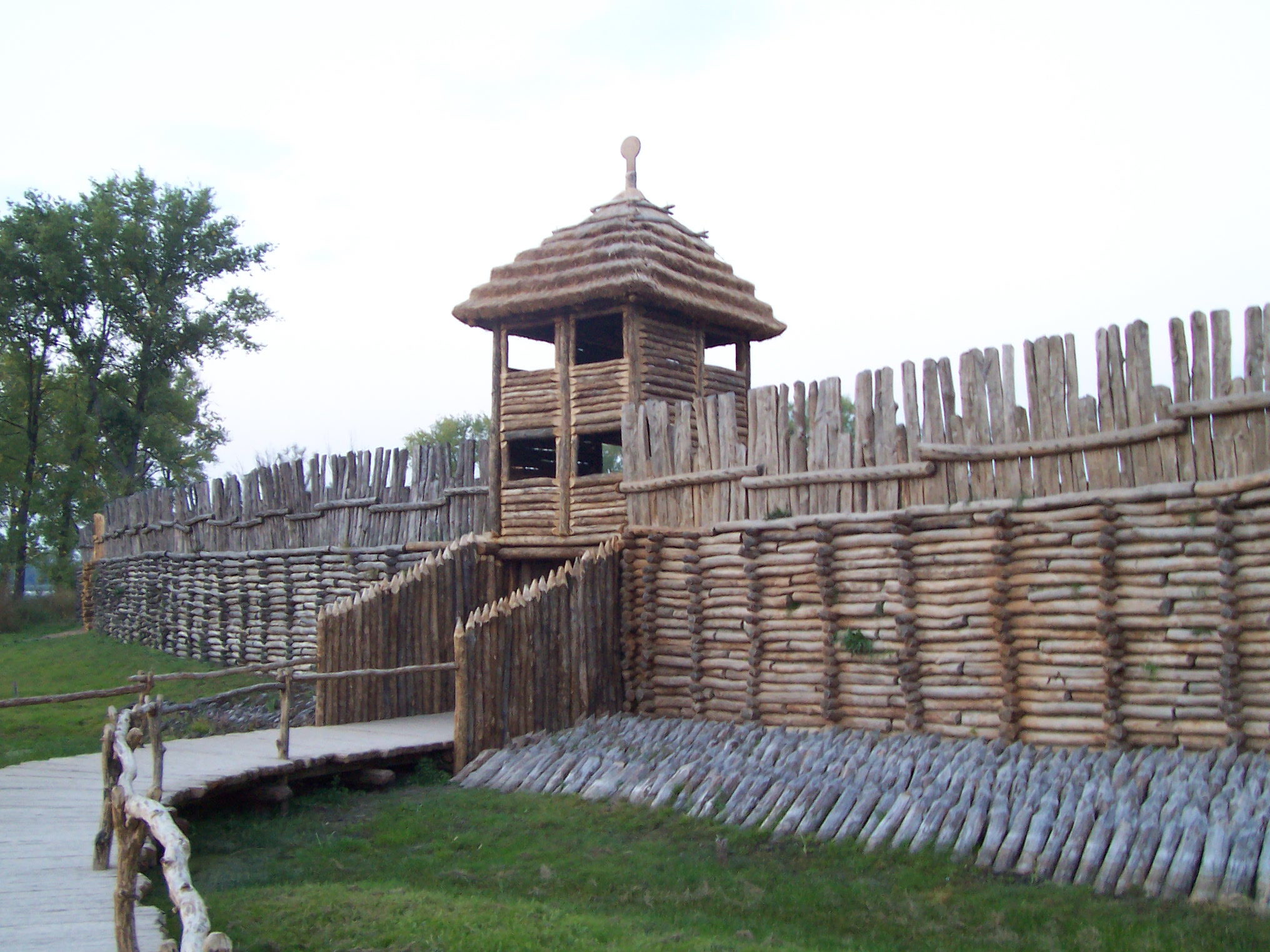
Ricostruzione dell'insediamento di Biskupin (Polonia).

La cultura materiale lusaziana si caratterizza per robuste e complesse fortificazioni, la comparsa di ampie abitazioni e di centri amministrativi, per una sostanziale crescita nel commercio e nelle tecniche agricole. Gli abitati sono in relazione con grandi cimiteri, formano villaggi di case quadrangolari.
Principali siti conosciuti di questa cultura sono:
- Biskupin in Polonia, sito ricostruito
- Sobiejuchy[3] in Polonia
- Necropoli preistorica di Niederkaina in Sassonia
- Necropoli preistorica di Liebersee in Sassonia
- Necropoli preistorica di Kietrz in Polonia
- Römerschanze bei Potsdam, Burg
- Schlackenwall auf dem Löbauer Berg
- Burg, „Schloßberg“ Niederungsburg, anch'esso ricostruito

## Arte funeraria

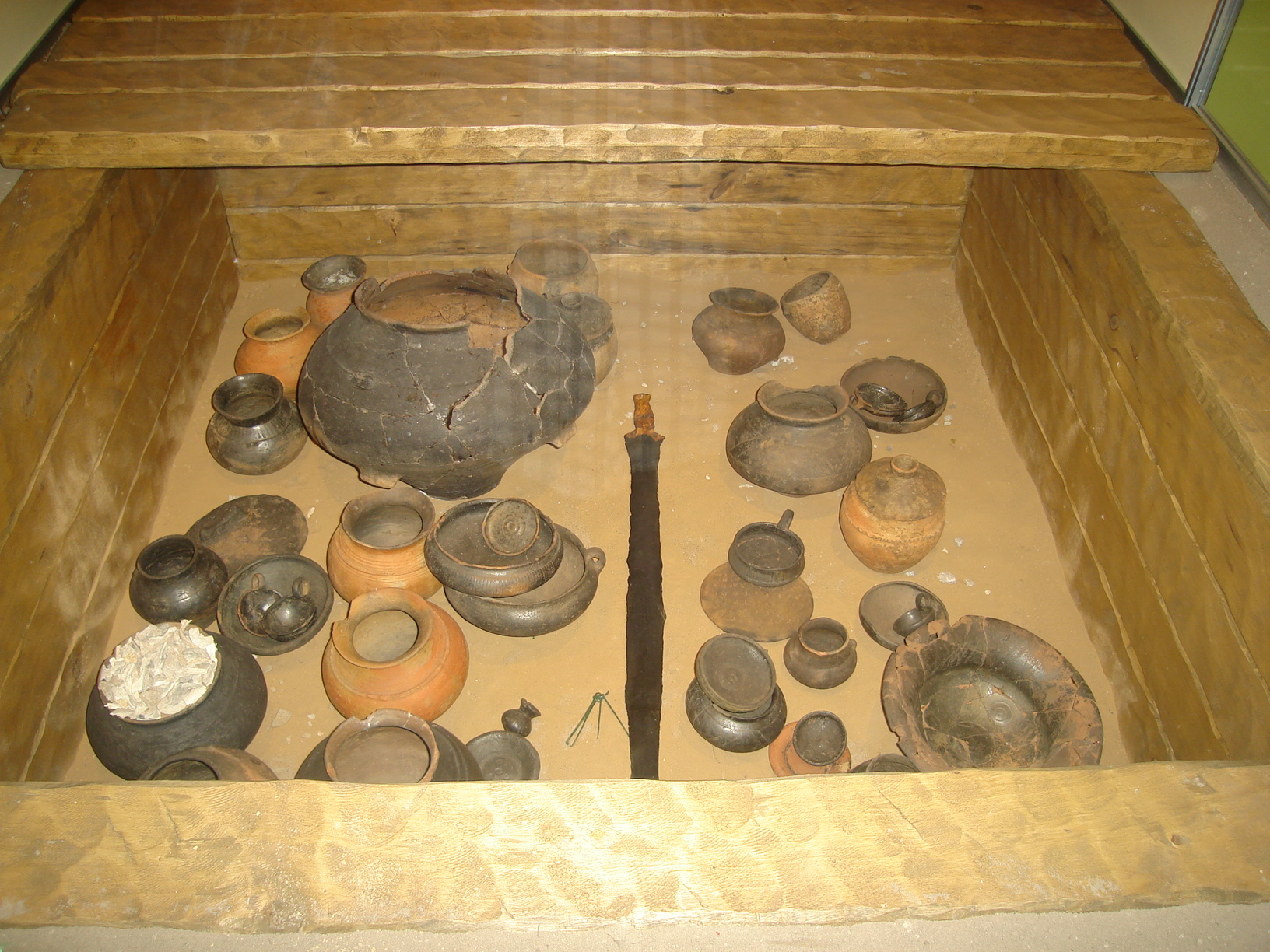
Manufatti lusaziani

Nella ceramica risaltano le urne a collo cilindrico, il vaso biconico, le coppe coniche e le tazze con manico; nei bronzi le spade dette a Griffzunge, coltelli e asce di forme particolari, punte di lancia, elmi e rasoi.
Nella decorazione le fasi sono due: una più antica gibbosa succeduta da una più recente cannellata.